# Tres Coronas
Tres Coronas ist eine Hip-Hop Gruppe die 2001 in New York City von den zwei kolumbianischen Rappern Rocca & P.N.O. und dem dominikanischen Rapper Reychesta gegründet wurde.

## Biografie
2001 gegründet in Queens (New York City), war es Ziel der Gruppe Latino - HipHop zu verbreiten und mehr Gehör zu verschaffen. Die Gruppe war vor ihrem ersten kommerziellen Major-Label Release mit dem Album „Nuestra Cosa“ eine Untergrundlegende. Davor hat sie zahlreiche Mixtapes unter anderem in Kolumbien, den Vereinigten Staaten, Frankreich, Costa Rica, Venezuela und Spanien veröffentlicht. Später haben die drei Musiker ihr eigenes Label „Parcero Productions“ gegründet und ihre Musik in ganz Latein-Amerika verbreitet. 2005 feierte die Gruppe großen Erfolg mit dem Album „Nuestra Cosa“, das sie unter dem Label „Machete Records“, einem Sublabel der Universal Music Group veröffentlicht haben. Das Album wurde mit einer zusätzlichen DVD auf der eine Dokumentation und Musik-Videos enthalten sind re-released. Daraufhin folgte außerdem eine internationale Tour. 2007 erschien das Album „Street Album“, welches nur online erwerbbar ist. Noch während der Arbeiten zu diesem Album kam es zu Streitigkeiten zwischen den zwei Kolumbianern Rocca & P.N.O. und dem Dominikaner Reychesta. Reychesta verließ daraufhin die Gruppe. Der Name „Tres (Spanisch für drei) Coronas“ wurde dennoch beibehalten. Im Jahr 2011 wurde das neue Album der zwei Kolumbianer „La Música Es Mi Arma“ unter anderem in Frankreich, der Schweiz und Belgien veröffentlicht.

## Diskografie

### Mixtapes
- 2001: Mixtape
- 2003: New York Mixtape
- 2006: NY to La Mixtape

### Alben
- 2005: Nuestra Cosa
- 2006: Nuestra Cosa + DVD
- 2007: Street Album
- 2011: La Música Es Mi Arma